# 千葉県道・茨城県道198号銚子波崎線

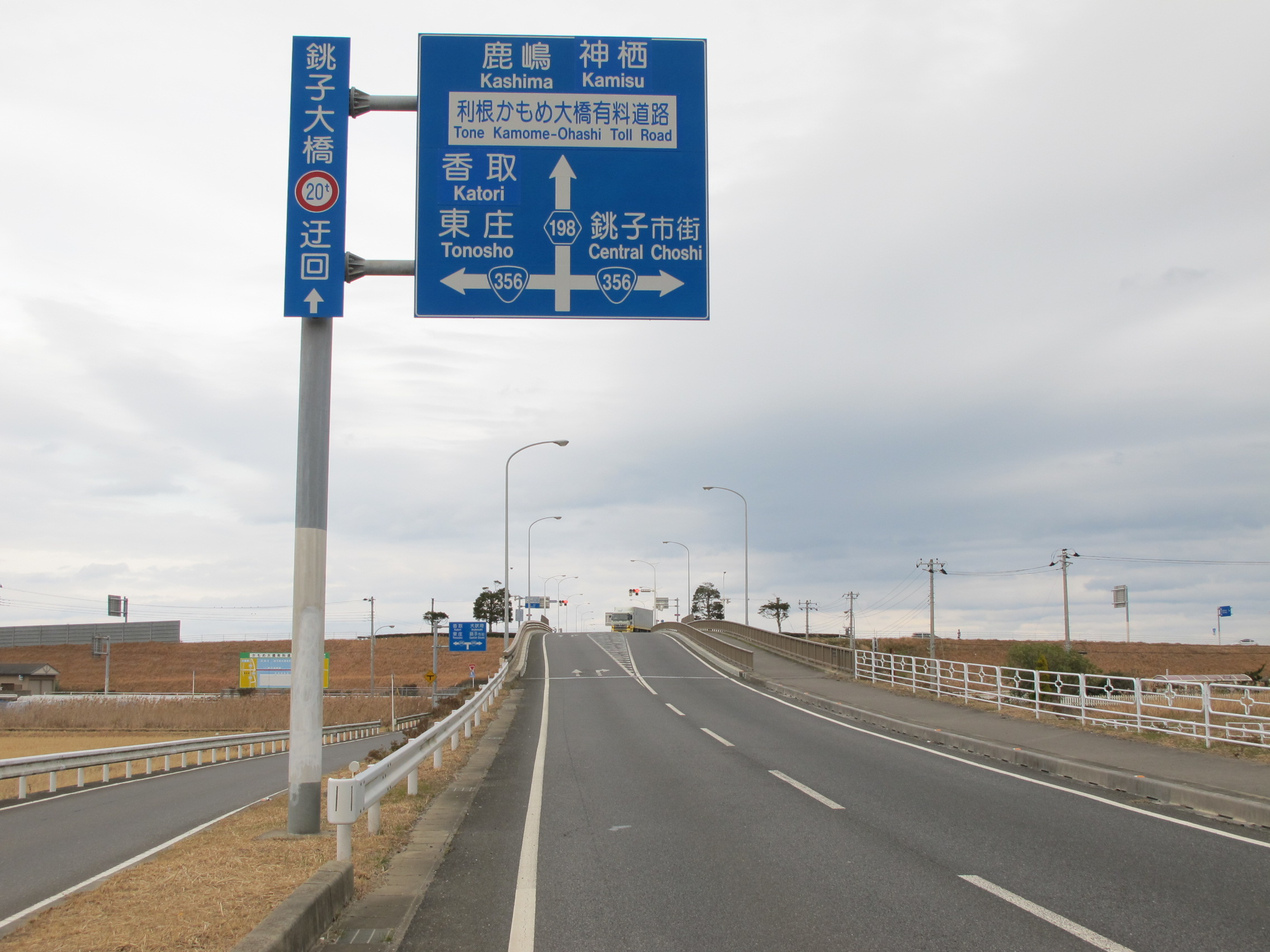
千葉県道198号銚子波崎線
起点付近（2013年1月）

千葉県道・茨城県道198号銚子波崎線 （ちばけんどう・いばらきけんどう198ごう ちょうしはさきせん）は、千葉県銚子市から茨城県神栖市に至る一般県道である。

## 概要
千葉県銚子市小船木町の国道356号交点から利根川を利根かもめ大橋で渡り、茨城県神栖市矢田部の国道124号に接続する一般県道である。路線の大部分の区間は銚子新大橋有料道路となっている。路線名で終点を表す「波崎」は、平成の大合併により神栖市が発足する以前の旧自治体で、神栖町に編入された波崎町を由来とする。

### 路線データ
- 起点：千葉県銚子市小船木町1丁目（千葉県道73号銚子海上線交点、利根かもめ大橋交差点）
- 終点：茨城県神栖市矢田部（国道124号交点、かもめ大橋入口交差点）
- 総延長：*.* km（千葉県区間：*.* km、茨城県区間：0.400 km[1]）
- 重用延長：*.* km（千葉県区間：*.* km、茨城県区間：0.027 km[1]）
- 未供用延長：なし（千葉県区間：*.* km、茨城県区間：0.0 km[1]）
- 実延長：*.* km（千葉県区間：*.* km、茨城県区間：0.373 km[1]）
- 自動車交通不能区間延長[注釈 1]：なし（千葉県区間：*.* km、茨城県区間：0.0 km[1]）

## 歴史
1994年（平成6年）4月1日、約8km下流にある銚子大橋の渋滞の解消や千葉県東総地域と茨城県鹿行地域との交通ネットワークの強化を目的として、起点を千葉県銚子市、終点を茨城県鹿島郡波崎町とする新規路線として認定された。利根川を渡河する利根かもめ大橋の建設中、絶滅危惧種ヒヌマイトトンボの生息域であることが判明し調査のため道路建設工事が一時中断された。約1年半後に工事が再開され、2000年（平成12年）3月18日に全線開通した。

### 年表
- 1994年（平成6年）4月1日：銚子波崎線（整理番号421）として県道路線認定[2]。
- 1994年（平成6年）12月19日：茨城県区間の道路区域（鹿島郡波崎町大字矢田部字前谷原地先県界から同町大字矢田部字追堀まで、延長1,487.2m ）が決定する[3]。
- 1995年（平成7年）3月30日：茨城県区間において、整理番号が整理番号421から現在の番号（整理番号198）に変更される[4]。
- 2000年（平成12年）3月18日：銚子新大橋有料道路開通に伴い、道路の供用開始[5]。
- 2001年（平成13年）3月1日：茨城県鹿島郡波崎町(県境) - 茨城県鹿島郡波崎町大字矢田部の区間が、通行する車両の最大重量限度25トンの道路に指定される[6]。

## 路線状況
大半は利根かもめ大橋で構成される対向2車線の平坦で見通しの良い県道である。
道路法の規定に基づき、茨城県内の神栖市矢田部（千葉県界） - 同（かもめ大橋入口交差点）間は、緊急輸送道路として機能を維持するため、災害発生時の被害拡大防止を目的に道路用地内に電柱を建てることが制限されている。

### 有料道路
- 銚子新大橋有料道路

### 道路施設
- 利根かもめ大橋（利根川、千葉県銚子市-茨城県神栖市）

## 地理
本路線の位置は、利根川河口に架かる銚子大橋と利根川河口堰（通称：逆水門）のちょうど中間に位置する河川横断道路で、周辺地域は利根川下流域の田畑が広がる平坦な土地である。

### 通過する自治体
- 千葉県
  - 銚子市 -
- 茨城県
  - 神栖市

### 交差する道路
- 国道356号・千葉県道73号銚子海上線（千葉県銚子市、利根かもめ大橋交差点）
- 国道124号（茨城県神栖市、かもめ大橋入口交差点）